# Ituzaingó (Buenos Aires)
Ituzaingó − miasto w Argentynie wchodzące w skład zespołu miejskiego Buenos Aires.
Według spisu z roku 2001 miasto liczyło 158 121 mieszkańców.